# Sennertia segnis
Sennertia segnis es una especie de ácaro del género Sennertia, familia Chaetodactylidae. Fue descrita científicamente por Klimov and OConnor en 2008.
Habita en los Estados Unidos, en Arizona y California, también en México, en Michoacán y Puebla.